# Cervièras
Cervières és un municipi francès situat al departament del Loira i a la regió d'Alvèrnia-Roine-Alps. L'any 2007 tenia 126 habitants.

## Demografia

### Població
El 2007 la població de fet de Cervières era de 126 persones. Hi havia 59 famílies de les quals 25 eren unipersonals (25 dones vivint soles i 25 dones vivint soles), 21 parelles sense fills i 13 parelles amb fills.
La població ha evolucionat segons el següent gràfic:
Habitants censats

### Habitatges
El 2007 hi havia 112 habitatges, 62 eren l'habitatge principal de la família, 45 eren segones residències i 5 estaven desocupats. 107 eren cases i 5 eren apartaments. Dels 62 habitatges principals, 51 estaven ocupats pels seus propietaris, 9 estaven llogats i ocupats pels llogaters i 1 estava cedit a títol gratuït; 2 tenien dues cambres, 10 en tenien tres, 16 en tenien quatre i 33 en tenien cinc o més. 24 habitatges disposaven pel capbaix d'una plaça de pàrquing. A 33 habitatges hi havia un automòbil i a 23 n'hi havia dos o més.

### Piràmide de població
La piràmide de població per edats i sexe el 2009 era:
| Homes | Edats   | Dones |
| ----- | ------- | ----- |
| 0     | 95 o +  | 0     |
| 0     | 90 a 94 | 0     |
| 0     | 85 a 89 | 0     |
| 0     | 80 a 84 | 0     |
| 0     | 75 a 79 | 0     |
| 4     | 70 a 74 | 0     |
| 4     | 65 a 69 | 16    |
| 4     | 60 a 64 | 8     |
| 4     | 55 a 59 | 4     |
| 0     | 50 a 54 | 0     |
| 8     | 45 a 49 | 4     |
| 4     | 40 a 44 | 0     |
| 0     | 35 a 39 | 8     |
| 8     | 30 a 34 | 8     |
| 0     | 25 a 29 | 0     |
| 4     | 20 a 24 | 4     |
| 0     | 15 a 19 | 0     |
| 8     | 10 a 14 | 0     |
| 8     | 5 a 9   | 0     |
| 0     | 0 a 4   | 4     |

## Economia
El 2007 la població en edat de treballar era de 72 persones, 54 eren actives i 18 eren inactives. De les 54 persones actives 52 estaven ocupades (23 homes i 29 dones) i 2 estaven aturades (1 home i 1 dona). De les 18 persones inactives 7 estaven jubilades, 5 estaven estudiant i 6 estaven classificades com a «altres inactius».

### Ingressos
El 2009 a Cervières hi havia 46 unitats fiscals que integraven 96 persones, la mediana anual d'ingressos fiscals per persona era de 14.828,5 €.

### Activitats econòmiques
Dels 4 establiments que hi havia el 2007, 1 era d'una empresa de fabricació d'altres productes industrials, 1 d'una empresa de construcció, 1 d'una empresa d'hostatgeria i restauració i 1 d'una empresa classificada com a «altres activitats de serveis».
Dels 2 establiments de servei als particulars que hi havia el 2009, 1 era una fusteria i 1 restaurant.
L'any 2000 a Cervières hi havia 7 explotacions agrícoles que ocupaven un total de 204 hectàrees.

## Poblacions més properes
El següent diagrama mostra les poblacions més properes.